# Queen of Hearts (canción)
«Queen of Hearts» es una canción escrita por Hank DeVito. La canción apareció en el álbum de 1979 de Dave Edmunds Repeat When Necessary y el sencillo alcanzó el puesto 11 en las listas de popularidad del Reino Unido. Dos años más tarde, 
Juice Newton lanzó la canción como un sencillo, alcanzando el puesto #2 en las listas de popularidad de los Estados Unidos. La versión de Newton vendió más de un millón de copias y llegó al top 10 de varios países, incluyendo Canadá y Australia. La canción apareció originalmente en su álbum de 1981 Juice. Por su grabación de "Queen of Hearts", Newton obtuvo una nominación al Premio Grammy a la Mejor Interpretación Vocal Femenina - Country en 1982. La canción también aparece en el videojuego Grand Theft Auto: San Andreas.

## Versiones
- En 1981, la cantante francesa Sylvie Vartan lanzó una versión en francés de "Queen of Hearts" titulada "Quand tu veux" ("Cuando tu quieras").
- En 1993, el grupo infantil mexicano La Onda Vaselina lanzó una versión en español titulada "La rompecorazones" para su disco La banda rock.
- En 2006, la cantante de country Melanie Laine lanzó un cover de "Queen of Hearts". Esta versión alcanzó el puesto 16 en las listas de popularidad de country de Canadá.

## Listas de popularidad

### Juice Newton
| Lista (1981)                            | Posición más alta |
| --------------------------------------- | ----------------- |
| Billboard Hot 100                       | 2                 |
| Billboard Hot Country Songs             | 14                |
| Billboard Hot Adult Contemporary Tracks | 2                 |
| Listas musicales de Alemania            | 6                 |

### Melanie Laine
| Lista (2006)     | Posición más alta |
| ---------------- | ----------------- |
| Canadian Country | 16                |